# Dermalgiereflex
Die Dermalgiereflexe nach H. Jarricot sind eine Diagnosemethode in der Osteopathie. Ihnen liegt die Vorstellung zu Grunde, dass viszerale Dysfunktionen mit Hautveränderungen in spezifischen Zonen auf der Vorderseite des Rumpfes einhergehen. Dazu erstellte Henri Jarricot in den 1970er Jahren eine topographische Karte.

## Hintergrund
Die viszerale Osteopathie diagnostiziert und behandelt aus osteopathischer Sicht Dysfunktionen innerer Organe, ihrer bindegewebigen Hüllen und Versorgungsbahnen. Diese sind im Thorax, dem Abdomen und dem kleinen Becken lokalisiert. Bestehende Dysfunktionen sind aber, in ihrer Ätiologie sowie ihrem Einfluss, nicht auf diese konzeptuelle Unterteilung beschränkt. Sowohl die Verlässlichkeit, als auch die Wirksamkeit viszeraler osteopathischer Diagnostik ist bislang, auch auf Grund mangelnder Qualität des Studiendesigns, nicht erbracht. Diese Verallgemeinerung scheint unzureichend und lässt sich abschließend so nicht auf spezifische osteopathische Techniken anwenden. Einzelne Studien zeigen beispielsweise für die Jarricot-Reflexzonen gute Ergebnisse.

## Theorie

### Dermatome und Headzones
Spinalnerven versorgen sowohl innere Organe, Skelettmuskulatur als auch bestimmte Hautbereiche. Bei einer Infektion mit beispielsweise Herpes Zoster, auch Gürtelrose, bei der die Herpes-Viren Spinalganglien befallen und sehr schmerzhafte periphere Symptome in Form von Blasenbildung auf der Haut hervorrufen können, werden die Schmerzen auf die Haut „...projiziert...“. Diese Projektion tritt nur im zum Spinalganglion zugehörigen Dermatom auf.

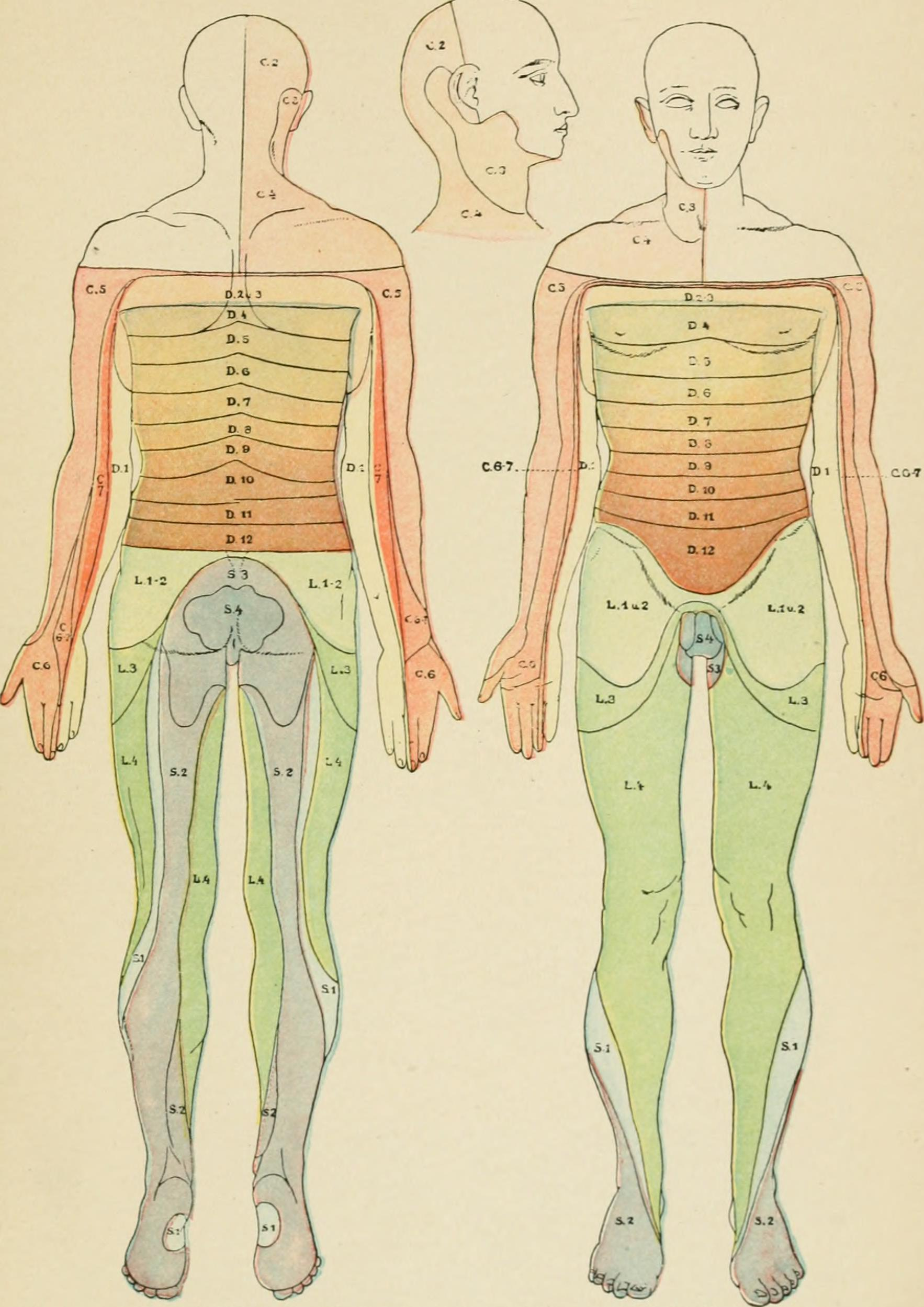

Beim „übertragenen Schmerz“ werden Schmerzen aus inneren Organen über das zugehörige Rückenmarkssegment ins Dermatom übertragen. Diese Bereiche werden Head-Zones genannt. Dabei muss es nicht zwangsweise zu einem spontanen Schmerz in der Head-Zone kommen, häufig sind die Bereiche druckschmerzhaft oder verspannt. Weithin bekannte und gut belegte Beispiele dieses Phänomens sind ein, bei einem Herzinfarkt möglicher Schmerz, der in der linken Schulter und dem linken Arm wahrgenommen wird oder reflektorische Reaktionen der Bauchhaut bei einer akuten Appendizitis. Diese Verbindung Innerer Organe mit der Haut bildet die Theorie hinter der Dermalgiereflex-Diagnostik nach Henri Jarricot.

## Henri Jarricots Arbeit zum Dermalgie-Reflex
In „De certaines relations viscéro-cutanées métamériques en Acupuncture“ bezog sich Dr. H. Jarricot explizit auf die Verbindung zwischen Organen und der Haut und entwickelte seine Theorie des Dermalgie-Reflexes. Er betonte, dass die Aufnahme der jeweiligen Reflexzonen in seine Karte erst nach mehrmaliger und diversifizierter Untersuchung und Überprüfung vollzogen wurde. Dazu gehörten unter anderem radiologische und chirurgische Methoden. Nachvollziehbare Daten hat er nicht zur Verfügung gestellt.
Jarricot definierte seine Dermalige-Reflexpunkte über folgender Kriterien:
„ ...
1. Ein Dermalgie-Reflex äußert sich nicht spontan, sondern muss vom Untersucher erkannt werden.
2. Zum Auffinden der Dermalgie-Reflexe soll die Palper-Roll[er]-Technik benutzt werden. Mit dieser Methode sollen große Hautareale abgerollt werden. Dies ermöglicht es leichter zwischen einer schmerzfreien und einer schmerzhaften[,] subjektiven wahrgenommenen Zone zu unterscheiden.
3. Es sind definierte Formen für jede Reflexzone vorgegeben.
4. Jeder Dermalgie-Reflex ist in einer konstanten Zone eines Dermatoms vorzufinden. Diese fällt mit dem Erschließungsbereich des perforierenden, vaskulären und nervalen Systems zusammen, welches sich anterior, lateral und posterior [widerspiegelt]. Paarige Organe sind jeweils rechts und links symmetrisch angeordnet, wohingegen unpaarige Organe sich homolateral und gegebenenfalls auf der Mittellinie befinden. Diese aufgestellte Somatopie ist konstant.
5. Durch den Dermalgie-Reflex zeigen sich kutane Somatisierungen des Nervensystems, welche sich auf bestimmte Organe zurückführen lassen. Dadurch kann der Reflex nicht nur den Schmerz der Eingeweide erkennen, sondern zusätzlich jegliche Reaktionsstörung.
6. Störungen der großen vegetativen Plexi wie de[m] Plexus Solaris, Plexus Hypogastricus usw., haben jeweils eine definierte Zone und können auf Dermalgie-Reflexe reagieren.
7. Bei organischen Dysfunktionen zeigt sich ein Dermalgie-Reflex solange diese Dysfunktion besteht. Wird diese Dysfunktion behoben, ist auch kein Dermalgie-Reflex für das untersuchte Organ vorhanden. Besonders bei latenten funktionalen Störungen der Eingeweide erweist sich die Untersuchung mittels der Dermalgie-Reflexe als bedeutsam.
8. Der Dermalgie-Reflex dient als ein diagnostisches Bewertungsverfahren, das eine differenzierte und schnelle Methode darstellt. ..."[8]

## Durchführung
Mit einer Palpationstechnik, die auch „...palper-rouler...“ genannt wird, wird die Haut des Patienten mit Daumen und Zeigefinger angehoben und die so entstandenen Hautfalte sanft und ohne zu zwicken über den Rumpf abgerollt. Diese Bewegung wird oft mit dem Drehen einer Zigarette verglichen. Der Test fällt positiv aus, wenn der Therapeut eine Reflexzone erreicht, in der sich die Haut dicker und verquollener als im umliegenden Gebiet anfühlt. Zudem gehört zu einem positiven Ergebnis ein individuell ausgeprägtes Schmerzempfinden des Patienten in dem getesteten Hautareal. Beide Bedingungen müssen für ein positives Testergebnis zusammenkommen.